# Национальный университет Куйо

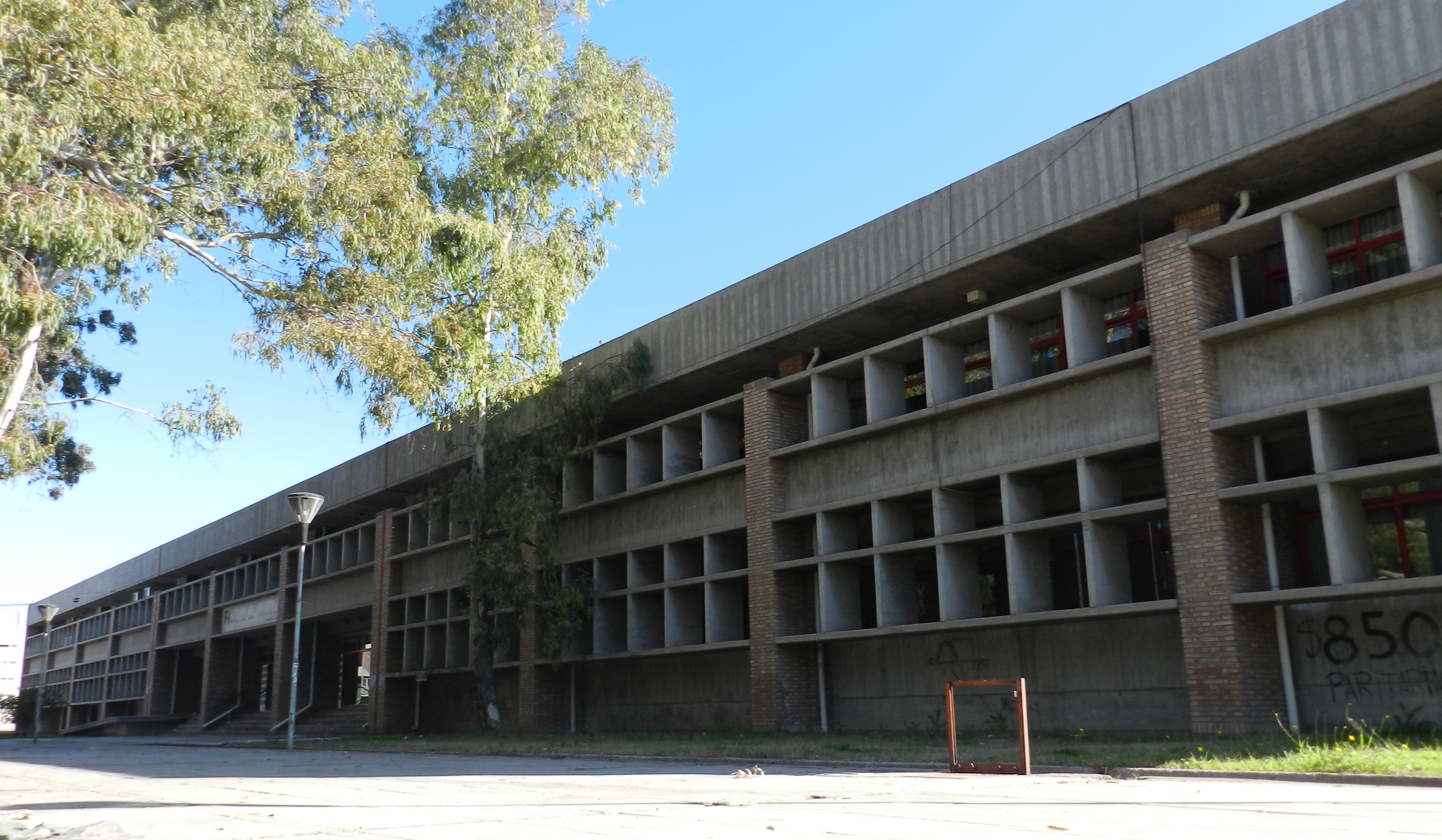
Инженерный факультет

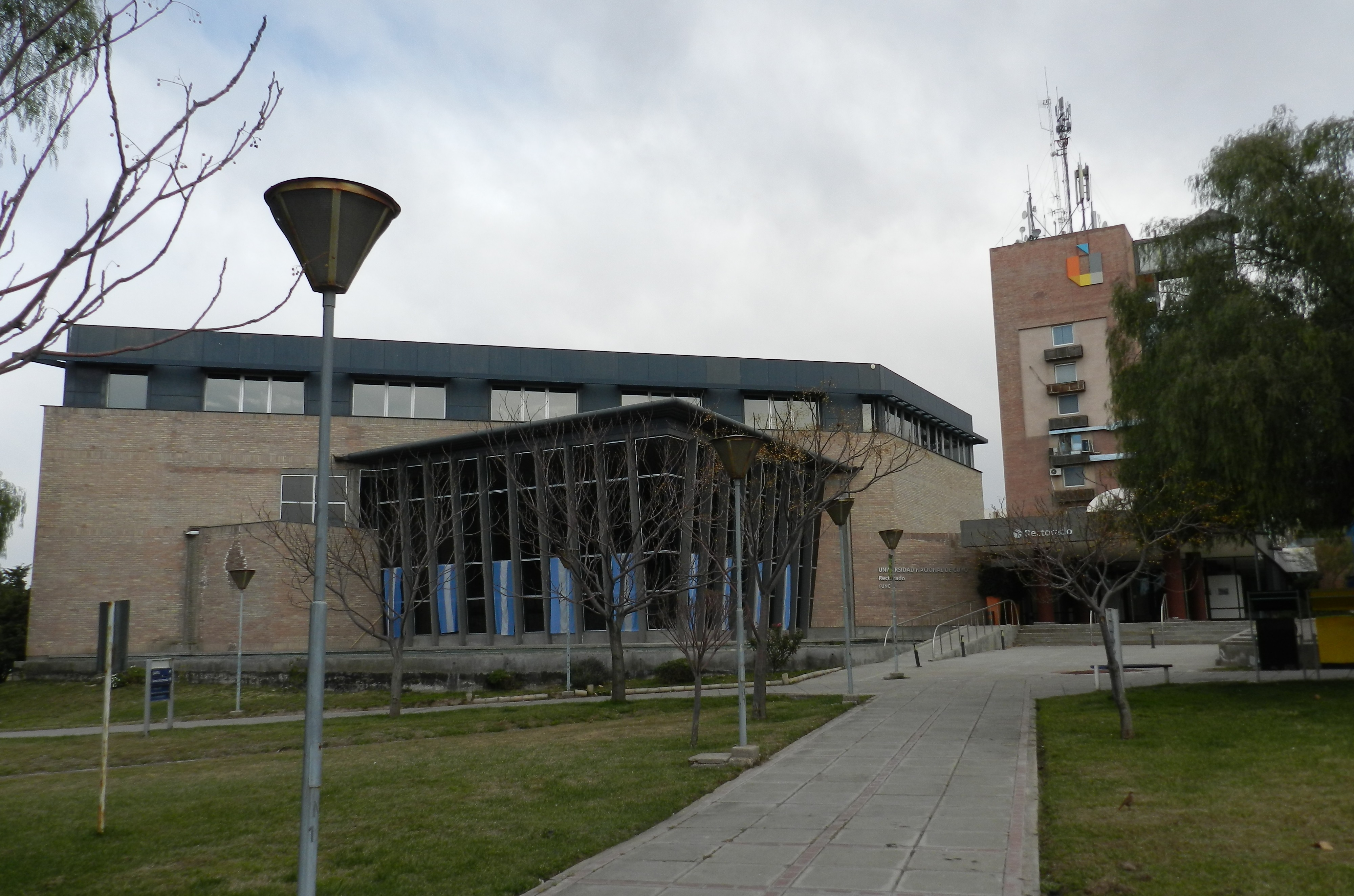
Ректорат университета

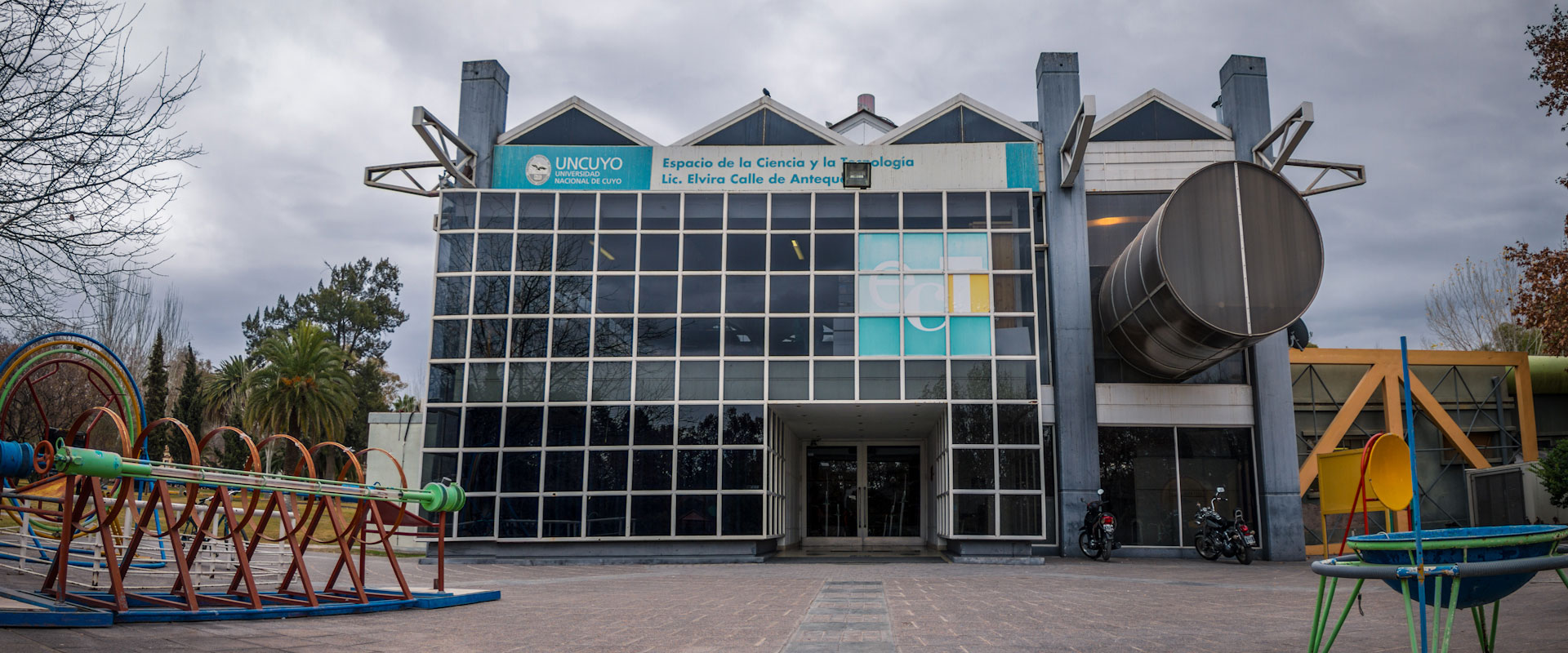
Учебный корпус университета

Национальный университет Куйо (исп. Universidad Nacional de Cuyo) — крупнейшее высшее учебное заведение в г. Мендоса одноименной провинции Аргентины. Расположен в регионе Куйо на западе Аргентины.
Основан 21 марта 1939 года решением правительства с целью возрождения историко-культурного значения региона Куйо. В 1973 году на базе действующих филиалов UNCU были созданы Национальный университет Сан-Хуана (Сан-Хуан (Аргентина)) и Национальный университет Сан-Луис (Сан-Луис (Аргентина)).
По состоянию на 2016 года в Национальном университете Куйо обучались 32 425 студентов.

## Структура университета
В составе Национального университета Куйо 12 факультетов, Институт Балсейро, 12 академических школ, колледжей и лицеев.
- Факультет искусств и дизайна
- Факультет экономических наук
- Факультет естественных и точных наук
- Факультет медицинских наук
- Стоматологический факультет
- Факультет политических и социальных наук
- Юридический факультет
- Факультет философии и литературы
- Инженерный факультет
- Факультет педагогики и образования
- Факультет сельскохозяйственных наук
- Факультет прикладных наук в промышленности

## Известные выпускники и преподаватели
- Андерсон Имберт, Энрике
- Баюк, Андрей
- Бустос, Сиро
- Галеано, Эдуардо
- Дуссель, Энрике
- Кортасар, Хулио
- Малдасена, Хуан
- Роиг, Артуро Андрес
- Санчес-Альборнос, Клаудио
- Сарантонелло, Эдуардо